# 대한민국의 국립 박물관 목록

## 국립박물관
| 박물관                  | 주소                                                       | 웹사이트                         |
| ----------------------- | ---------------------------------------------------------- | -------------------------------- |
| 국립경찰박물관          | 서울특별시 종로구 송월길 162                               |                                  |
| 관세박물관              | 서울특별시 강남구 언주로 721                               | [ 깨진 링크 ( 과거 내용 찾기 ) ] |
| 국립경주박물관          | 경상북도 경주시 일정로 186                                 |                                  |
| 국립고궁박물관          | 서울특별시 종로구 효자로 12                                |                                  |
| 국립공주박물관          | 충청남도 공주시 관광단지길 34                              |                                  |
| 국립광주박물관          | 광주광역시 북구 하서로 110                                 |                                  |
| 국립김해박물관          | 경상남도 김해시 가야의길 190                               |                                  |
| 국립나주박물관          | 전라남도 나주시 반남면 고분로 747                          |                                  |
| 국립대구박물관          | 대구광역시 수성구 청호로 321                               |                                  |
| 국립등대박물관          | 경상북도 포항시 남구 호미곶면 해맞이로150번길 20           |                                  |
| 국립민속박물관          | 서울특별시 종로구 삼청로 37 경복궁 내                      |                                  |
| 국립부여박물관          | 충청남도 부여군 부여읍 금성로 5                            |                                  |
| 국립산악박물관          | 강원특별자치도 속초시 미시령로 3054                        |                                  |
| 국립어린이과학관        | 서울특별시 종로구 창경궁로 215                             |                                  |
| 국립익산박물관          | 전북특별자치도 익산시 금마면 미륵사지로 362                |                                  |
| 국립일제강제동원역사관  | 부산광역시 남구 홍곡로 320번길 100                         | 보관됨 2016-10-11 - 웨이백 머신  |
| 국립전주박물관          | 전북특별자치도 전주시 완산구 쑥고개로 249                  |                                  |
| 국립제주박물관          | 제주특별자치도 제주시 일주동로 17                          |                                  |
| 국립중앙과학관          | 대전광역시 유성구 대덕대로 481                             |                                  |
| 국립중앙박물관          | 서울특별시 용산구 서빙고로 139                             |                                  |
| 국립진주박물관          | 경상남도 진주시 남강로 626-35                              |                                  |
| 국립청주박물관          | 충청북도 청주시 상당구 명암로 143                          |                                  |
| 국립춘천박물관          | 강원특별자치도 춘천시 우석로 70                            |                                  |
| 국립해양박물관          | 부산광역시 영도구 해양로301번길 45                         | 보관됨 2012-07-18 - 웨이백 머신  |
| 국립해양유물전시관      | 전라남도 목포시 남농로 136                                 |                                  |
| 국악박물관              | 서울특별시 서초구 남부순환로 2406                          | [ 깨진 링크 ( 과거 내용 찾기 ) ] |
| 대한민국역사박물관      | 서울특별시 종로구 세종대로 198                             |                                  |
| 국립현대미술관          | 경기도 과천시 광명로 313                                   | 보관됨 2015-02-13 - 웨이백 머신  |
| 국립현대미술관 서울관   | 서울특별시 종로구 삼청로 30                                | 보관됨 2015-02-13 - 웨이백 머신  |
| 국립현대미술관 덕수궁관 | 서울특별시 중구 세종대로 99 덕수궁 내                      | 보관됨 2015-02-13 - 웨이백 머신  |
| 국립현대미술관 청주관   | 충청북도 청주시 상당구 상당로 314                          |                                  |
| 산림박물관              | 경기도 포천시 소흘읍 광릉수목원로 415                      |                                  |
| 세종대왕유적관리소      | 경기도 여주시 능서면 왕대리 산 83-1                        |                                  |
| 외교박물관              | 서울특별시 서초구 남부순환로 2558 외교안보연구원           |                                  |
| 우정박물관              | 충청남도 천안시 동남구 양지말1길 11-14 우정공무원교육원 내 |                                  |
| 철도박물관              | 경기도 의왕시 철도박물관로 142                             |                                  |
| 체신기념관              | 서울특별시 종로구 우정국로 59                              |                                  |
| 칠백의총기념관          | 충청남도 금산군 금성면 의총길 50                           | [ 깨진 링크 ( 과거 내용 찾기]) ] |
| 한국은행화폐금융박물관  | 서울특별시 중구 남대문로 39                                | 보관됨 2015-02-19 - 웨이백 머신  |
| 현충사관리소            | 충청남도 아산시 염치읍 현충사길 48                         |                                  |